# Vụ án Đồng Tâm
Vụ án Đồng Tâm là vụ án tranh chấp đất đai nổi tiếng ở Việt Nam ở xã Đồng Tâm, huyện Mỹ Đức, thành phố Hà Nội, giữa dân làng Đồng Tâm và chính quyền thành phố, dẫn đến cái chết của 3 sĩ quan và 1 thường dân. Phiên tòa sơ thẩm diễn ra từ ngày 7 đến 14 tháng 9 năm 2020 tại Tòa án nhân dân thành phố Hà Nội, xét xử 29 bị cáo, gồm các thành viên "tổ Đồng thuận" và người nhà, với các tội danh giết người và chống người thi hành công vụ. Ngược lại, phía dân làng Đồng Tâm tố cáo lực lượng công an tấn công trái phép vào tư gia và giết hại cụ Lê Đình Kình, người thủ lĩnh tinh thần trong tranh chấp đất đai tại Đồng Tâm.

## Tổng quát
Theo tường thuật của báo chí chính quyền, rạng sáng ngày 9 tháng 1 năm 2020, khi lực lượng công an đang tiến hành xây lắp tường rào bao quanh khu đất tranh chấp ở cánh đồng Sênh, một bộ phận dân làng Đồng Tâm có vũ trang bất ngờ tấn công và sau đó rút về cố thủ trong làng. Trong quá trình truy đuổi, 3 sĩ quan cảnh sát đã bị phục kích và hy sinh. Lực lượng công an tiếp tục truy đuổi đến nhà cụ Lê Đình Kình, và bắn hạ cụ khi thấy cụ đứng đó với quả lựu đạn trên tay.
Theo lời kể của dân làng Đồng Tâm qua các kênh báo chí hải ngoại, vào 3 giờ sáng ngày 9 tháng 1 năm 2020, khoảng 3.000 cảnh sát cơ động và các lực lượng tại địa phương với đầy đủ vũ khí bất ngờ bao vây và tấn công xã Đồng Tâm. Theo truyền thông độc lập và blogger, phía công an đã cắt mạng internet và cắt sóng điện thoại trước, sau đó ồ ạt tiến vào làng với súng ống, hơi cay và lựu đạn, chất nổ. Cuối cùng, công an xông vào nhà riêng của ông Lê Đình Kình và bắn chết ông tại buồng ngủ, và sau đó đem thi thể ông đi 'khám nghiệm tử thi' trước khi trả thi thể ông với 1 vết rách lớn gần bụng. Trong cuộc tấn công phía chính quyền có ba người tử vong.
Vụ án được xét xử công khai tại Tòa án nhân dân thành phố Hà Nội, dự kiến diễn ra từ ngày 7 đến ngày 17 tháng 9 năm 2020. Hội đồng xét xử gồm 5 người do thẩm phán Trương Việt Toàn, Phó chánh tòa Hình sự Tòa án nhân dân thành phố Hà Nội làm chủ tọa. Có hơn 30 luật sư đăng ký tham gia bảo vệ quyền và lợi ích hợp pháp cho các bị cáo tại phiên tòa.

### Luật sư
Tại phiên tòa, các bị cáo đều có từ 1-6 luật sư bào chữa. Các bị cáo đều đồng ý luật sư bào chữa cho mình. 3 luật sư bảo vệ quyền và lợi ích hợp pháp cho các công an tử vong là luật sư Nguyễn Hồng Bách, Nguyễn Thị Phương Anh, Đỗ Mạnh Linh (đoàn Luật sư TP.Hà Nội) có mặt.

## Ngày 7.9
Phòng xử án có khoảng 50% là cảnh sát tư pháp, an ninh; không có bất cứ người nhà các bị cáo nào được vào tham dự phiên tòa và cũng không có người dân thường nào được vào phòng xử án.

### Kiến nghị, ý kiến luật sư
- Ngày 31.8 và ngày 4.9, nhóm các luật sư bào chữa cho các bị cáo đã nộp bản kiến nghị lên Hội đồng xét sử (HĐXX), trong đó đề nghị triệu tập 22 thành phần tham dự phiên xét xử (trong đó có bà Dư Thị Thành - vợ ông Lê Đình Kình; và vợ Lê Đình Uy); triệu tập ông Nguyễn Đức Chung, Chủ tịch UBND TP.Hà Nội; kiến nghị điều tra lại vụ án…Trả lời kiến nghị này, Thẩm phán - Chủ tọa phiên tòa Trương Việt Toàn cho biết, xét thấy những người này không có liên quan trực tiếp đến vụ án nên HĐXX không triệu tập... Với kiến nghị triệu tập bà Dương Thị Thành, vợ ông Kình; và vợ Lê Đình Uy, HĐXX ghi nhận, xét thấy cần thiết sẽ triệu tập.[2]
- Luật sư Đặng Đình Mạnh đề nghị không để Công an TP.Hà Nội điều tra vụ án vì cho rằng không khách quan. Về việc điều tra vụ án, thẩm phán Toàn cho biết, theo Pháp lệnh điều tra thì vụ án xảy ra trên địa bàn TP.Hà Nội nên Công an TP.Hà Nội điều tra là đúng quy định của pháp luật.[2]
- Luật sư Lê Văn Luân cho biết: "Tại phần thủ tục phiên toà sáng nay, khi chúng tôi đề nghị giải quyết vấn đề gặp bị cáo tại phiên toà,..., vị thẩm phán nói rằng việc tiếp xúc bị cáo này là "không cần thiết". Và ngay lập tức, chúng tôi phải thực hiện việc khiếu nại tới Chánh án toà án TP Hà Nội để giải quyết yêu cầu của chúng tôi về hành vi gây khó khăn và ảnh hưởng trực tiếp tới quyền bào chữa, quyền tiếp xúc bị cáo tại phiên toà của luật sư. Đây là một tiền lệ tôi chưa từng gặp trong các phiên toà trước đây." [4]

### Kiến nghị khác
Vào ngày 7 tháng 9, 6 tổ chức xã hội dân sự độc lập và hơn 50 người dân quan tâm đến vụ này ký tên vào Đơn Yêu cầu Khẩn cấp gửi đến Chủ tịch nước, Chủ tịch Quốc hội và Thủ tướng Việt Nam, yêu cầu bảo vệ nhân chứng Bùi Viết Hiểu, chuyển ông đến nơi giam giữ khác không do công an quản lý. Đơn nêu lại Kiến nghị của các luật sư tham gia bào chữa gửi đề ngày 3 tháng 9. Theo đó, một trong những người bị đưa ra xét xử, cụ Bùi Viết Hiểu, khai với luật sư về việc chứng kiến một cảnh sát bắn chết cụ Lê Đình Kình từ phía trước. Lời khai này phù hợp với dấu vết 2 viên đạn xuyên từ ngực ra lưng. Và lời khai này hoàn toàn ngược với kết luận điều tra là cụ Kình bị bắn từ sau lưng. Bản thân ông Bùi Viết Hiểu cũng bị bắn nhưng may mắn sống sót.
Chính vì những điều còn chưa sáng tỏ, nên nhóm luật sư Đồng Tâm bao gồm 13 người đã ký tên trong bản kiến nghị vào ngày 3/9/2020, yêu cầu Toà án Nhân dân (TAND) TP. Hà Nội trả hồ sơ để điều tra bổ sung; Cần triệu tập thêm những người có liên quan đến vụ án như bà Dư Thị Thành (vợ cụ Lê Đình Kình), Nguyễn Thị Duyên (vợ bị can Lê Đình Uy), chiến sỹ cảnh sát đã bắn chết cụ Kình, làm bị thương Bùi Viết Hiểu… Luật sư Ngô Anh Tuấn, người bào chữa cho ông Bùi Viết Hiểu vào tối ngày 7 tháng 9 cho biết HĐXX đã nhận được đơn kiến nghị này nhưng họ gián tiếp từ chối.

### Lời khai bị cáo
- Bị cáo Bùi Việt Hiếu khai "Tường rào xung quanh sân bay Miếu Môn đã được quân đội xây xong từ trước tết Dương lịch nên kế hoạch bảo vệ xây tường rào chỉ là cái cớ để tấn công những người dân Đồng Tâm để xử lý người biết rõ về nguồn gốc đất Đồng Sênh.", "Tổ Đồng thuận được thành lập năm 2012. Mục đích chống tham nhũng." [7]
- Bị cáo Lê Đình Công: 47,36ha là đất của dân Đồng Tâm đã được thu hồi và giao cho quân chủng phòng không không quân, phần còn lại là đất nông nghiệp của dân Đồng Tâm. Đại diện UBND xã Đồng Tâm và đại diện quân chủng phòng không không quân đã ký văn bản thống nhất không tranh chấp giữa quốc phòng và người dân.[7]

## Ngày 8.9

### Lời khai bị cáo
- Bị cáo Lê Đình Chức, con trai ông Lê Đình Kình, khai báo nguyên nhân trực tiếp gây ra tử vong cho 3 cán bộ chiến sĩ công an, như sử dụng tuýp sắt có gắn dao bầu chọc nhiều lần vào lực lượng công an; chỉ đạo người khác mang chậu xăng lên đổ xuống hố - nơi có 3 cán bộ công an ngã xuống. Đồng thời, bị cáo Chức cũng là người nhiều lần đổ xăng xuống hố.[8]
- Bị cáo Bùi Viết Hiểu thừa nhận đã cùng ông Lê Đình Kình thành lập "tổ đồng thuận" từ năm 2012 với lý do chống tệ nạn tham nhũng xảy ra tại địa phương. Bị cáo này cũng thừa nhận ném 2 chai bom xăng vào đêm xảy ra vụ án. Ngoài ra ông cho là, cáo trạng chưa đúng khi cho rằng toàn bộ đất Đồng Sênh (xã Đồng Tâm) bị thu hồi làm sân bay Miếu Môn. Theo bị cáo, chỉ có 47,3 ha đất Đồng Sênh bị thu hồi phục vụ mục đích quốc phòng, còn lại là đất nông nghiệp.[8]
- Bị cáo Lê Đình Công không thừa nhận vai trò chủ mưu cũng như việc bàn bạc với các bị cáo khác trong vụ án chống lại lực lượng chức năng. Tuy nhiên, bị cáo này thừa nhận mình là người đã chỉ đạo những bị cáo khác mua sắm các loại hung khí như dao, tuýp sắt, phóng lợn, chuẩn bị bom xăng, mua lựu đạn bằng nguồn tiền đóng góp của một số người dân. Trong vụ việc xảy ra vào ngày 9.1, bị cáo Lê Đình Công thừa nhận đã có ném đá, bom xăng và lựu đạn.[8]

### Kiến nghị, ý kiến luật sư
- Luật sư Lê Văn Luân cho biết: "Ngay vào đầu sáng nay, ngày thứ hai diễn ra phiên toà, tôi đã làm đơn đề nghị về việc xem xét chứng cứ là các dữ liệu điện tử, mà toà án đã cho trình chiếu vào chiều ngày 7/9/2020 và sáng nay 8/9/2020. Những chứng cứ này các luật sư đã không được tiếp cận và không được liệt kê trong danh sách các vật chứng trong tài liệu vụ án. Và do vậy, các luật sư cùng đồng đề nghị vào đơn này yêu cầu được cung cấp về "danh sách" các chứng cứ điện tử này. Sáng nay các luật sư đã được tiếp xúc với các thân chủ của mình." [9]
- Luật sư Ngô Anh Tuấn cho biết, ""Trong cáo trạng cũng ghi rõ kế hoạch tấn công vào Đồng Tâm được công an TP Hà Nội đưa ra, đề nghị, UBND TP Hà Nội chấp thuận chủ trương, Bộ Công an phê duyệt. Tuy nhiên chúng tôi lại không được nhìn thấy vấn đề này trong hồ sơ vụ án. Trước đây, các luật sư chúng tôi có đề nghị công khai tài liệu này. Nhưng tôi được nghe rằng đây là tài liệu mật, có thể họ đưa ra khỏi hồ sơ. Nên dù chúng tôi yêu cầu nhưng không được họ cung cấp. [10]

## Ngày 9.9
Các luật sư tiếp tục không được gặp thân chủ trong ngày xử thứ ba.

### Đề nghị mức án
Viện kiểm sát nhận định 2 bị cáo Lê Đình Công, Lê Đình Chức có vai trò cầm đầu trong vụ án, bị can Chức có hành vi côn đồ hung hãn, trực tiếp gây ra cái chết của 3 chiến sĩ công an, nên đề nghị 2 người này mức án tử hình. Những bị cáo phạm tội giết người còn lại, theo Viện kiểm sát, đều là đồng phạm giúp sức cho các bị cáo khác về tội giết người. Tuy nhiên không trực tiếp thực hiện hành vi giết chết 3 chiến sĩ công an nên đề nghị thay đổi tội danh truy tố với 19 bị cáo từ tội "giết người" sang tội "chống người thi hành công vụ".

### Phản ứng luật sư
Luật sư Đặng Đình Mạnh, nói hồ sơ vụ án có quá nhiều thiếu sót, thì dù với bản án nhẹ nhất, chứ đừng nói tử hình, có khả năng cao là kết án oan sai. Ông lý giải: "Chưa thừa nhận vấn đề các bị cáo có tội hay không, nhưng các luật sư nhìn nhận rằng hồ sơ vụ án có rất nhiều thiếu sót. Chẳng hạn như vấn đề triệu tập người tham gia tố tụng. Tòa không triệu tập Công an TP Hà Nội và nhiều cá nhân, tổ chức khác. Phía cơ quan điều tra cũng không tổ chức thực nghiệm hiện trường vụ án. Với một hồ sơ như vậy, việc kết tội bất kỳ ai trong số các bị cáo cũng có thể dẫn đến oan sai, từ không có tội trở thành có tội, hoặc từ tội nhẹ thành tội nặng.Trong điều kiện đó, bất kỳ đề xuất về hình phạt nào, ở mức độ nào, với bất kỳ bị cáo nào, đặc biệt là đối với bị cáo Lê Đình Công và Lê Đình Chức, thì đều là không thỏa đáng." 

### Ý kiến luật sư
Luật sư Đặng Đình Mạnh kể:  Tôi hỏi một câu chung với tất cả 29 bị cáo: Nếu những ai CÓ bị tra tấn trong giai đoạn điều tra thì ngồi yên. Nếu những ai KHÔNG bị tra tấn trong giai đoạn điều tra thì vui lòng giơ tay. 1,2 … rồi 10 cánh tay giơ lên. Nhưng vẫn có đến 19 cánh tay còn lại vẫn giữ xuôi theo người.

## Ngày 10.9

### Đề nghị luật sư
- Các luật sư bào chữa đề nghị Viện Kiểm sát công bố một bản kế hoạch được cho là thuộc diện "tối mật" của Công an Hà Nội liên quan đến cuộc đột kích vào thôn Hoành, xã Đồng Tâm, huyện Mỹ Đức, Hà Nội hôm 9/1. Luật sư Hà Huy Sơn và một đồng nghiệp của ông thuộc nhóm các luật sư bào chữa nói, bản kế hoạch có thể làm rõ về tính hợp pháp và mục đích của việc chính quyền điều lực lượng công an đến thôn Hoành.[14]

### Lời sau cùng của các bị cáo
- Lê Đình Chức:  thừa nhận đã đổ xăng xuống hố sâu 4 m giữa hai nhà nhưng cho rằng không biết ba cảnh sát đang ở đó.[15]

## Ngày 14.9
Chiều 14/9, Hội đồng Xét xử Tòa án nhân dân thành phố Hà Nội tuyên án tử hình Lê Đình Công và Lê Đình Chức (hai con trai của Lê Đình Kình) về tội Giết người với cáo buộc họ "chủ mưu, cầm đầu vụ giết người". Cùng tội danh trên, tòa tuyên Lê Đình Doanh (cháu nội của Lê Đình Kình) án chung thân. Bị cáo Bùi Viết Hiểu lĩnh 16 năm tù, Nguyễn Quốc Tiến 13 năm tù, Nguyễn Văn Tuyển 12 năm tù. 23 bị cáo còn lại lĩnh các mức án từ 15 tháng tù treo đến 6 năm tù giam đều về tội Chống người thi hành công vụ. Sau phiên tòa sơ thẩm, thông qua các luật sư của mình, một số bị cáo được cho là sẽ kháng cáo.
Về trách nhiệm dân sự, tại tòa, đại diện gia đình các bị hại yêu cầu các bị cáo bồi thường theo quy định của pháp luật. Trên cơ sở đó, HĐXX buộc mỗi bị cáo thuộc nhóm cầm đầu phải bồi thường 116 triệu đồng cho mỗi gia đình nạn nhân và chu cấp chi phí nuôi dưỡng các con của 3 nạn nhân cho đến khi họ đủ 18 tuổi.

## Danh sách thiệt mạng trong vụ tấn công Đồng Tâm
| Số thứ tự | Tên người thiệt mạng | Ghi chú                                                                                               |
| --------- | -------------------- | --- |
| 1         | Lê Đình Kình         | Người cầm đầu vụ án                                                                                   |
| 2         | Nguyễn Huy Thịnh     | Phó trung đoàn trưởng Trung đoàn Cảnh sát cơ động thủ đô, Bộ Tư lệnh Cảnh sát cơ động, Bộ Công an     |
| 3         | Dương Đức Hoàng Quân | Tiểu đoàn 1, Trung đoàn Cảnh sát cơ động thủ đô, Bộ Tư lệnh Cảnh sát cơ động, Bộ Công an              |
| 4         | Phạm Công Huy        | Đội chữa cháy và cứu nạn - cứu hộ khu vực 3, Phòng Cảnh sát PCCC và cứu nạn cứu hộ, Công an TP.Hà Nội |

## Danh sách các bị cáo trong vụ án
| Tên              | Tội danh bị truy tố          | Tội danh bị đề nghị          | Mức án bị đề nghị   | Mức án sơ thẩm   |
| ---------------- | ---------------------------- | ---------------------------- | ------------------- | ---------------- |
| Lê Đình Công     | Giết người                   | Giết người                   | Tử hình             | Tử hình          |
| Lê Đình Chức     | Giết người                   | Giết người                   | Tử hình             | Tử hình          |
| Lê Đình Doanh    | Giết người                   | Giết người                   | Chung thân          | Chung thân       |
| Bùi Viết Hiểu    | Giết người                   | Giết người                   | 16-18 năm tù        | 16 năm           |
| Nguyễn Văn Tuyển | Giết người                   | Giết người                   | 16-18 năm tù        | 12 năm           |
| Bùi Quốc Tiến    | Giết người                   | Giết người                   | 16-18 năm tù        | 13 năm           |
| Nguyễn Văn Quân  | Giết người                   | Chống người thi hành công vụ | 6-7 năm tù          | 5 năm            |
| Lê Đình Uy       | Giết người                   | Chống người thi hành công vụ | 6-7 năm             | 5 năm            |
| Lê Đình Quang    | Giết người                   | Chống người thi hành công vụ | 6-7 năm tù          | 5 năm            |
| Bùi Thị Nối      | Giết người                   | Chống người thi hành công vụ | 4-5 năm tù          | 6 năm            |
| Bùi Thị Đục      | Giết người                   | Chống người thi hành công vụ | 3-4 năm tù          | 3 năm tù treo    |
| Nguyễn Thị Bét   | Giết người                   | Chống người thi hành công vụ | 3-4 năm tù          | 3 năm tù treo    |
| Nguyễn Thị Lụa   | Giết người                   | Chống người thi hành công vụ | 2-2,5 năm tù        | 3 năm tù treo    |
| Trần Thị La      | Giết người                   | Chống người thi hành công vụ | 3-4 năm tù          | 3 năm tù treo    |
| Bùi Văn Tiến     | Giết người                   | Chống người thi hành công vụ | 5-6 năm tù          | 5 năm            |
| Nguyễn Văn Duệ   | Giết người                   | Chống người thi hành công vụ | 3-4 năm tù          | 3 năm            |
| Lê Đình Quân     | Giết người                   | Chống người thi hành công vụ | 4-5 năm tù          | 5 năm            |
| Bùi Văn Niên     | Giết người                   | Chống người thi hành công vụ | 2-2,5 năm tù        | 3 năm tù treo    |
| Bùi Văn Tuấn     | Giết người                   | Chống người thi hành công vụ | 3-4 năm tù          | 3 năm            |
| Trịnh Văn Hải    | Giết người                   | Chống người thi hành công vụ | 4-5 năm tù          | 3 năm            |
| Nguyễn Xuân Điều | Giết người                   | Chống người thi hành công vụ | 3-4 năm tù          | 3 năm tù treo    |
| Mai Thị Phần     | Giết người                   | Chống người thi hành công vụ | 2-2,5 năm tù        | 30 tháng tù treo |
| Đào Thị Kim      | Giết người                   | Chống người thi hành công vụ | 24-30 tháng tù treo | 24 tháng tù treo |
| Lê Thị Loan      | Giết người                   | Chống người thi hành công vụ | 30-36 tháng tù treo | 30 tháng tù treo |
| Nguyễn Văn Trung | Giết người                   | Chống người thi hành công vụ | 18-24 tháng tù treo | 18 tháng tù treo |
| Lê Đình Hiển     | Chống người thi hành công vụ | Chống người thi hành công vụ | 15-18 tháng tù treo | 15 tháng tù treo |
| Bùi Viết Tiến    | Chống người thi hành công vụ | Chống người thi hành công vụ | 15-18 tháng tù treo | 15 tháng tù treo |
| Nguyễn Thị Dung  | Chống người thi hành công vụ | Chống người thi hành công vụ | 15-18 tháng tù treo | 15 tháng tù treo |
| Trần Thị Phượng  | Chống người thi hành công vụ | Chống người thi hành công vụ | 15-18 tháng tù treo | 15 tháng tù treo |

Phiên tòa sơ thẩm với mức tuyên án gồm 2 án tử hình, 1 án tù chung thân, 12 án tù có thời hạn từ 3 đến 16 năm tù giam, còn lại là các án tù treo tù 15 tháng đến 3 năm.

## Phiên toà phúc thẩm
Trong 2 ngày 8 tháng 3 và ngày 9 tháng 3 năm 2021, Phiên Phúc thẩm Tòa án nhân dân tối cao TP.Hà Nội xét xử kháng cáo của 6 bị cáo đã tuyên cả 6 bị cáo y án sơ thẩm.